# Hornchurch

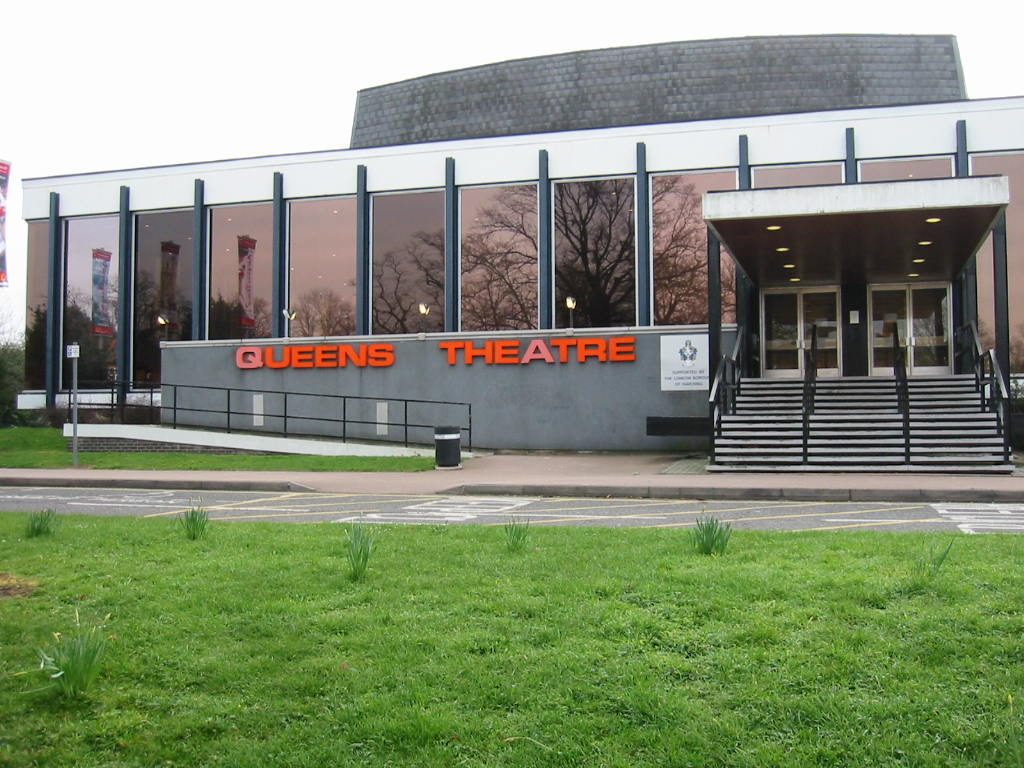
Nhà hát Nữ hoàng

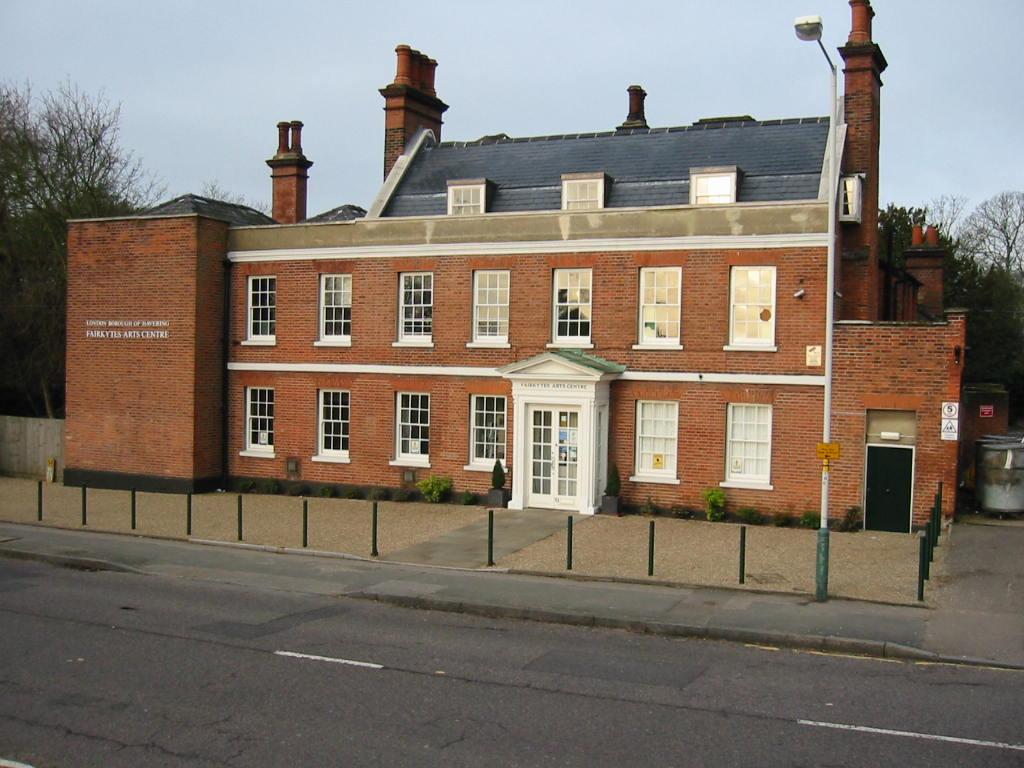
Trung tâm nghệ thuật Fairkytes

Hornchurch là một thị trấn ngoại ô rộng lớn tại Anh, thuộc Khu Havering của Luân Đôn. Nó nằm cách 15,2 dặm (24,5 km) về phía đông đông bắc Charing Cross và là một trong những trung tâm quan trọng được xác định trên Bản đồ Quy hoạch Luân Đôn. Hornchurch gồm những khu phố với các cửa hiệu buôn bán và các khu vực dân cư rộng lớn. Trong lịch sử, Hornchurch hình thành từ một tiểu khu rộng lớn có từ lâu đời trong hạt Essex. Lịch sử kinh tế của Hornchurch có nền tảng từ sự chuyển đổi từ nông nghiệp sang các ngành công nghiệp khác và sự phát triển đặc biệt gần Romford, hình thành thị trấn buôn bán và trung tâm hành chính. Với vai trò là một phần trong sự phát triển ngoại ô của Luân Đôn trong thế kỷ 20, Hornchurch trải qua sự mở rộng và gia tăng đáng kể về dân số, trở thành quận đô thị vào năm 1926 và là một phần thuộc vùng Đại Luân Đôn từ năm 1965. Đây là nơi có Nhà hát Nữ hoàng.
Dân số theo thống kê 2007 là 25.470.
| 1881                               | 2.824         |
| 1891                               | 3.841         |
| 1901                               | 6.402         |
| 1911                               | 9.461         |
| 1921                               | 10.891        |
| 1931                               | 28.417        |
| 1941                               | chiến tranh # |
| 1951                               | 79.908        |
| 1961                               | 131.014       |
| # không có thống kê do chiến tranh |               |
| Nguồn: Thống kê Liên hiệp Anh      |               |